# Shagrath
Stian Thoresen (n. 18 noiembrie 1976), cunoscut mai bine sub numele de scenă Shagrath, este solistul vocal al formației norvegiene de black metal Dimmu Borgir. Pseudonimul Shagrath provine de la Shagrat, un orc din cartea Stăpânul inelelor de J. R. R. Tolkien.

## Biografie
Shagrath și-a început cariera muzicală în 1992, la vârsta de 16 ani. În acest an el împreună cu Skoll și Necronos au înființat formația Fimbulwinter; doi ani mai târziu, în 1994, formația s-a desființat. În 1993 Shagrath împreună cu Silenoz și Tjodalv au înființat formația Dimmu Borgir. De-a lungul existenței formației Shagrath a fost solist vocal, dar a cântat și la chitară, sintetizator și baterie. 
Cu toate că imaginea formației este strâns legată de satanism, Shagrath nu a afirmat niciodată public că e satanist, dar și-a exprimat în repetate rânduri părerea negativă despre religie, oricare ar fi aceasta. Întrebat despre acest subiect, Shagrath a declarat:
"Sunt împotriva tuturor religiilor. Religia organizată e cea mai rea formă. O disprețuiesc. O urăsc."
În 1997 Shagrath a avut scurte colaborări cu Ragnarok și Nocturnal Breed (cu aceasta din urmă sub pseudonimul Bitch Molester), în ambele colaborări cântând la sintetizator. În 2004 Shagrath împreună cu alți muzicieni au înființat formația Chrome Division (heavy metal), formație în care Shagrath cântă la chitară și din care face parte și în prezent. Cu toate că nu aceasta a fost intenția, Chrome Division a ajuns să fie considerată proiectul personal al lui Shagrath. În 2009 Shagrath a colaborat cu Susperia ca solist vocal pe albumul Attitude; în Susperia activează Tjodalv, Mustis și Cyrus, toți trei fiind foști sau actuali membri Dimmu Borgir. Tot în 2009 Shagrath împreună cu King ov Hell (de la Gorgoroth, ulterior God Seed) au înființat formația Ov Hell, iar în februarie 2010 a avut loc lansarea albumului de debut The Underworld Regime.
În 2008 mass-media a anunțat faptul că Shagrath se va căsători cu Christina Fulton, fosta iubită a cunoscutului actor Nicolas Cage și mama lui Weston Cage, solistul vocal al formațiilor de black metal Eyes of Noctum (desființată în 2012) și Arsh Anubis. Ulterior cei doi au amânat nunta, iar apoi nu a mai apărut nici o știre referitoare la acest subiect.

## Discografie
cu Fimbulwinter
- Rehearsal Demo (Demo) (1992)

cu Dimmu Borgir
Informații suplimentare: Dimmu Borgir#Discografie
cu Chrome Division
- Doomsday Rock 'N Roll (Album de studio) (2006)
- Booze, Broads and Beelzebub (Album de studio) (2008)
- 3rd Round Knockout (Album de studio) (2011)

cu Ov Hell
- The Underworld Regime (Album de studio) (2010)